# Lista de distritos urbanos da Alemanha
A Alemanha está dividida em 402 distritos; dos quais 295 são distritos (Kreise) ou distritos rurais (Landkreise) e 107 são cidades independentes (kreisfreie Städte) ou distritos urbanos (Stadtkreise) — cidades que acumulam as funções de distrito e de município.
Um exemplo semelhante é o de Statutarstadt, na Áustria. 

## Bade-Vurtemberga
| - Baden-Baden - Estugarda (Stuttgart) - Friburgo na Brisgóvia (Freiburg im Breisgau) | - Heidelberga (Heidelberg) - Heilbronn - Karlsruhe | - Mannheim - Pforzheim - Ulm |

## Baixa Saxônia
| - Brunsvique (Braunschweig) - Delmenhorst - Emden - Gotinga (Göttingen) ¹ - Hanôver (Hannover) ² | - Oldemburgo (Oldenburg) - Osnabruque (Osnabrück) - Salzgitter - Wilhelmshaven - Wolfsburgo (Wolfsburg) |

¹ depois da "Lei de Gotinga" de 1 de julho de[1964, a cidade foi incorporada no distrito (Kreise ou distritos rurais Landkreise) com o mesmo nome. A legislação para distritos urbanos (ou cidades independentes) ainda se aplica, se não houver previsão legislativa contrária.

² depois da "Lei sobre a Região de Hanôver", a cidade conta desde 1 de novembro de 2001 como um distrito urbano (ou cidade independente) enquanto não se aplicar outra lei.

## Baviera
| - Amberg - Ansbach - Aschafemburgo (Aschaffenburg) - Augsburgo (Augsburg) - Bamberga (Bamberg) - Bayreuth - Coburgo (Coburg) - Erlangen - Fürth | - Hof (Alemanha) - Ingolstádio (Ingolstadt) - Kaufbeuren - Kempten - Landshut - Memmingen - Munique (München) - Nuremberga (Nürnberg) | - Passau - Ratisbona (Regensburg) - Rosenheim - Schwabach - Schweinfurt - Straubing - Vurzburgo (Würzburg) - Weiden no Alto Palatinado (Weiden in der Oberpfalz) |

## Berlim
| - Berlim (Berlin) |

## Brandemburgo
| - Brandemburgo no Havel (Brandenburg an der Havel) - Cottbus | - Frankfurt an der Ode - Potsdam |

## Bremen
| - Bremen | - Bremerhaven |

## Hamburgo
| - Hamburgo (Hamburg) |

## Hesse
| - Darmstadt - Frankfurt am Main - Kassel | - Offenbach do Meno (Offenbach am Main) - Wiesbaden |

## Meclemburgo-Pomerânia Ocidental
| - Rostoque (Rostock) | - Schwerin |

## Renânia do Norte-Vestefália
| - Aquisgrano (Aachen) ¹ - Bielefeld - Bochum - Bona (Bonn) - Bottrop - Colónia (Köln) - Dortmund - Duisburgo (Duisburg) | - Dusseldórfia (Düsseldorf) - Éssen (Essen) - Gelsenkirchen - Hagen - Hamm - Herne - Krefeld - Leverkusen | - Mönchengladbach - Mülheim no Ruhr (Mulheim an der Ruhr) - Monastério (Münster) - Oberhausen - Remscheid - Solingen - Wuppertal |

¹ depois da Aachengesetz, Aquisgrano conta desde 21 de outubro de 2009 como um distrito urbano (ou cidade independente) enquanto não se aplicar outra lei.

## Renânia-Palatinado
| - Coblença (Koblenz) - Espira (Speyer) - Frankenthal - Kaiserslautern | - Landau no Palatinado (Landau in der Pfalz) - Ludwigshafen no Reno (Ludwigshafen am Rhein) - Mogúncia (Mainz) - Neustadt na Estrada do Vinho (Neustadt an der Weinstrasse) | - Pirmasens - Tréveris (Trier) - Worms - Zweibrücken |

## Sarre
Não existe nenhum distrito urbano. A cidade de Sarbruque teve essa classificação, mas foi incorporada no dia 1 de janeiro de 1974 na Associação Regional de Sarbruque (uma associação de distritos equivalente a um distrito rural).

## Saxônia
| - Chemnitz - Dresda (Dresden) - Leipzig |

## Saxônia-Anhalt
| - Dessau-Roßlau - Halle - Magdeburgo (Magdeburg) |

## Eslésvico-Holsácia
| - Flensburgo (Flensburg) - Kiel | - Lubeque (Lübeck) - Neumünster |

## Turíngia
| - Eisenach - Erfurt - Gera | - Iena (Jena) - Suhl - Weimar |